# Katarina Parr
Katarina Parr (eng. Katherine, Katheryn ili Katharine, oko 1512. – Dvorac Sudeley, 7. rujna 1548.) šesta supruga engleskog kralja Henrika VIII.

## Odrastanje
Bila je kći i prvo od troje djece Thomasa Parra od Kendalla i Maud Greene. Rođena vjerojatno 1512. godine, godinu prije brata Williama i dvije godine prije sestre Anne. Thomas i Maud su oboje bili dvorjani tijekom ranih godina vladavine Henrika VIII. Otac Thomas je proglašen vitezom na kraljevoj krunidbi 1509. godine, a Maud je bila dvorska dama kraljici Katarini Aragonskoj.  Katarinin otac je neočekivano umro 1517. godine, a Katarinina se majka brinula da dobro odgoji svoju djecu i osigura im egzistenciju u dobrim brakovima. Katarinu je poslala u Northamptonshire u kućanstvo njezina strica Williama Parra. Njezino obrazovanje bilo je, za ono doba, dobro, ali ne i sveobuhvatno, pa je Katarina kasnije tijekom svojeg života učila grčki i latinski jezik. Ljubav prema učenju kasnije je prelila kroz odgoj Henrikove djece Edvarda i Elizabete koja je kasnije, dobrim dijelom i njenom zaslugom bila jedna od najobrazovanijih vladarica svog vremena.

## Prvi brak
Katarina se prvi puta udala 1529. Njezin prvi suprug je bio Edward Borough, sin lorda od Lincolnshirea. Edward je 1532. godine umro i Katarina je vrlo mlada ostala udovica bez djece.

## Drugi brak
Katarinin sljedeći suprug je bio dvadeset godina stariji John Neville, lord Latimer koji je imao sina i kćer. Vjenčali su se 1533. godine. Katarina je bila njegova treća žena. Latimer je bio bogat zemljoposjednik sa sjevera Engleske i Katarina se vrlo brzo prilagodila svome novom stilu života kao gospodarice velikog kućanstva. Također je postala, iako i sama vrlo mlada, dobra maćeha Latimerovoj djeci.
Lord Latimer se razbolio i negdje oko 1542. godine i umro, a Katarina je postala vrlo bogata udovica koja je postala konačno slobodna.

## Engleska kraljica
Uskoro, ona se bila zaljubila u Thomasa Seymoura, brata pokojne kraljice Jane Seymour i ujaka Henrikovog nasljednika Edvarda. Ali u isto je vrijeme Katarina i Henriku zapala za oko, te joj je prve znakove pažnje počeo iskazivati tijekom 1543., godinu dana nakon pogubljenja Katarine Howard.
Nakon debakla svog petog braka s Katarinom Howard, djevojkom koja je bila trideset godina mlađa od njega, Henrik VIII. se našao u novom položaju. Prvi put u njegovoj zamršenoj bračnoj karijeri, niti jedna žena koja bi eventualno mogla biti njegovom ženom nije željela doživjeti sudbinu svojih prethodnica. Henrik je navršio pedeset i jednu godinu kada je Katarina Howard bila smaknuta. Bio je debeo, često prikovan za krevet i trpio je velike bolove. Njegova raspoloženja su postala mračna i postao je osvetoljubiv.  Dvor mu se kolebao između sukobljenih katolika i protestanata. Oba protivnička tabora čekala su tko će biti njegovom novom ženom kako bi iz te činjenice mogli izvući kakvu političku korist iz njezina utjecaja na ostarjelog Henrika. Nitko u tome trenutku nije mogao niti naslutiti koja bi žena riskirala život udavši se za ostarjelog kralja. Položaj kraljice bila je najveća čast za Engleskinju, ali Henrikovi prethodni brakovi pokazali su da je to bila i vrlo opasna čast. Nakon poniženja koje mu je pričinila Katarina Howard, Henrik je odlučio oženiti se ženom koja ga se ne bi usudila prevariti.
U toj situaciji Henrikov interes okrenuo se ka Katarini koja je tada bila trideset i jednu godinu stara udovica, što je cjelokupni dvor s olakšanjem prihvatio poučen ranijim iskustvima i kraljevom ćudljivom naravi. Katarina Parr imala je mnoge osobne kvalitete koje su privlačile Henrika. Imala je ugled iz prethodnih brakova kao dobra maćeha i k tome je bila intelektualka koja se naročitim žarom posvetila teologiji, ali je ujedno bila i žena otmjenog i profinjenog izgleda te ponašanja kakvo je postojalo i u Henrikovih prethodnih žena. Bila je dvadeset godina mlađa, visoka, živahna i duhovita, ljubazne i razborite prirode. No, Katarina bijaše zaljubljena u Thomasa Seymoura i njega je smatrala svojim budućim suprugom. Isti je, kad je zamijetio da je Henrik zainteresiran za Katarinu, počeo mudro uzmicati. I tako je Katarina Parr ponovo morala slijediti dužnost, a ne srce te je bila prisiljena ući u brak s bolesnim Henrikom. Ali Katarina je i dalje bila zaljubljena u Thomasa Seymoura, a brak s Henrikom doživljavala je kao dužnost.
Događaji su se odvijali vrlo brzo.  Katarina i Henrik VIII. vjenčali su se 12. srpnja 1543. Prema kralju, ona je bila savršena prijateljica i njegovateljica, a prema njegovoj djeci bila je nježna maćeha. Kao kraljica pokazala je razumijevanje za protestantizam jer je i sama bila predana protestantica. Henrik je imao veliko povjerenje u Katarinu te ju je za vrijeme svoje odsutnosti zbog rata u Francuskoj promakao u regenta Engleske. Takvu čast je od svih kraljevih žena imala samo Katarina Aragonska. Katarina je bila brižna maćeha i imala dobre odnose sa svom Henrikovom djecom pa ju se smatra najzaslužnijom za ponovno okupljanje obitelji i za Henrikovu odluku da svoje kćeri Mariju i Elizabetu ponovno stavi u zakonski red nasljeđivanja engleske krune.
Jedini sukob s Henrikom koji je umalo tragično završio za Katarinu bio je oko Henrikovog neslaganja s protestantizmom kojeg je dvorom širila Katarina na svojim teološkim raspravama. No, Katarinin je osjećaj dužnosti i ovaj puta bio ono što je prevladalo i ona se pokorila kraljevu sudu i mišljenju.
Kraljevo zdravlje se počelo pogoršavati u proljeće 1546., da bi se tijekom godine mjestimično oporavljao, a u zimu mu se stanje pogoršalo te je umro 28. siječnja 1547. a Katarina je opet postala udovica. 

## Četvrti i posljednji brak
Katarina se nakon Henrikove smrti vrlo brzo udala za Thomasa Seymoura, već u svibnju iste godine. S njima je živjela i Henrikova kći, Elizabeta. Katarina se nadalje brinula za Elizabetino opsežno obrazovanje. Međutim, za Katarininog muža, Thomasa, govorilo se da je prema Elizabeti bilo pretjerano blizak. Neki izvori čak upućuju da je mladu Elizabetu i zlostavljao. Također postoje indikacije da je Katarina bila svjesna neprimjerenog ponašanja svoga muža, ali ga je ignorirala zbog slijepe ljubavi prema njemu.
Bila je trudna i 30. kolovoza 1548. je rodila kćer Mary u dvorcu Sudeley u Gloucestershireu. Buduća kraljica Jane Grey bila je kuma maloj Mary. No, Katarina nije stigla uživati u svojem djetetu, ubrzo nakon poroda dobila je sepsu i umrla 5. rujna 1548. godine.